# Malh de Santa Bàrbara
El Malh de Santa Bàrbara és una muntanya de 1.225 metres que es troba al municipi de Vilamòs a la Vall d'Aran.